# Космическая психология
Космическая психология — отрасль психологии, в которой изучаются особенности психической деятельности человека при осуществлении космических полётов.
Космическая психология является разделом психологии труда, изучающей трудовую деятельность человека в различных условиях, связанных с подготовкой и работе в космосе.

## История
Свое развитие космическая психология ведет из авиапсихологии и авиационной медицины, на базе которых проводились первые исследования. В авиационной психологии особое место отводилось изучению взаимодействия человека и машины; психической адаптации в экстремальных условиях; стратегиям принятия решения в аварийных ситуациях. Стремительное развитие космическая психология получила в связи с развитием космонавтики. Перед первым полётом человека в космическое пространство необходимо было разрешить вопросы отбора космонавтов; влияния длительной изоляции на состояние экипажа; конструирования удобных космических кораблей и другие моменты. К полёту первого человека в космос в 1961 году был накоплен материал, который обеспечил становление космической психологии.
Далее развитие шло от изучения кратковременных полётов к долговременным, и в настоящее время — к длительным космическим перелётам. Среди последних исследований феноменов долговременных космических полётов можно выделить эксперименты «Марс-500», EXEMSI-92, HUBES-94 и ЭКОПСИ-95, SFINCSS, «Контент» и другие.

## Основные объекты изучения
Объектом изучения космической психологии служит широкий спектр психологических феноменов людей, находящихся на космических объектах.
1. Особенности, связанные с изменением физической среды:
  - влияние невесомости, перегрузок на работу организма; сенсорная депривация[4];
  - ограниченность пространства, отсутствие площади опоры, новые условия перемещения, особенности восприятия схемы тела[5];
  - изменение восприятия времени (смены дня и ночи), особенности сна[5][6].
2. Особенности, связанные с функционированием космического корабля и технических систем (зависимость от состояния космического корабля; новизна и опасность; напряжение и постоянная бдительность)[5][6].
3. Особенности, связанные с социально-психологическим взаимодействием членов экипажа (изолированная малая группа в автономных условиях)[3].
4. Изоляционные феномены[4][5][6][7].

## Задачи космической психологии
Исследовательская деятельность в космической психологии служит практическим целям работы с космонавтами на всех стадиях космического полёта. Исследование психологических феноменов в условиях космической среды помогает разрешить следующие задачи:
1. Отбор кандидатов в космонавты.
2. Подготовка космонавтов к космическому полёту.
3. Формирование экипажей по психологическим характеристикам.
4. Выдача рекомендаций по психологической поддержке, по режиму труда и отдыха экипажа.
5. Выдача рекомендаций по конструированию эргономичных систем «человек-машина» на космических объектах.
6. Психологическая поддержка и сопровождение космонавтов на всех этапах полёта (включая реабилитацию после возвращения на Землю).
7. Разработка и апробация наиболее информативных методик для выявления тех или иных психологических явлений.

## В искусстве

### В литературе
- Фредерик Браун. Немного зелени. Рассказ / Конец детства. Сборник произведений научной фантастики. Авторы-составители Г. Г. Ануфриев и С. В. Солодовников. — Минск: Издательство Университетское; Эридан, 1991. — 572 с. — 125 000. — Серия: Галактика — ISBN 5-7855-0458-8. — Сс.522—531.

### В живописи
- Леонов А. А., Соколов А. К. Выставка произведений «Космос на страже мира». 1984. Москва. — Москва: Советский художник, 1984.

### В кино
- «Гравитация»